# Resenstad
Resenstad er en landsby i det nordlige Vestjylland med 290 indbyggere  (2024). Resenstad er beliggende fem kilometer nordvest for Struer og 16 kilometer øst for Lemvig.
Byen ligger i Region Midtjylland og hører under Struer Kommune. Resenstad er beliggende i Resen Sogn.